# Przytoczna (gemeente)
De gemeente Przytoczna is een landgemeente in het Poolse woiwodschap Lubusz, in powiat Międzyrzecki.
De zetel van de gemeente is in Przytoczna.
Op 30 juni 2004 telde de gemeente 5702 inwoners.

## Oppervlakte gegevens
In 2002 bedroeg de totale oppervlakte van gemeente Przytoczna 184,5 km², waarvan:
- agrarisch gebied: 50%
- bossen: 39%

De gemeente beslaat 13,29% van de totale oppervlakte van de powiat.

## Demografie
Stand op 30 juni 2004:
| Omschrijving                   | Totaal | Totaal | Vrouwen | Vrouwen | Mannen | Mannen |
| ------------------------------ | ------ | ------ | ------- | ------- | ------ | ------ |
| eenheid                        | aantal | %      | aantal  | %       | aantal | %      |
| inwoners                       | 5702   | 100    | 2779    | 48,7    | 2923   | 51,3   |
| bevolkingsdichtheid (inw./km²) | 30,9   | 30,9   | 15,1    | 15,1    | 15,8   | 15,8   |

In 2002 bedroeg het gemiddelde inkomen per inwoner 1867,52 zł.

## Administratieve plaatsen (sołectwo)
Chełmsko, Dębówko, Gaj-Poręba, Goraj, Krasne Dłusko, Krobielewo, Lubikowo, Nowa Niedrzwica, Rokitno, Strychy, Stryszewo, Twierdzielewo, Wierzbno.

## Aangrenzende gemeenten
Bledzew, Międzychód, Międzyrzecz, Pszczew, Skwierzyna